# ورزشگاه زکینیا روریز
ورزشگاه زکینیا روریز (به انگلیسی: Estádio Zequinha Roriz) یک ورزشگاه در شهر لوزیانیا، برزیل است. گنجایش ۲۱٬۵۶۴ تماشاگر را دارد. این ورزشگاه، ورزشگاه خانگی باشگاه فوتبال لوزیانیا محسوب می‌شود.